# Montbèl (Losera)
Montbèl (en francès Montbel) és un municipi francès situat al departament del Losera i a la regió d'Occitània.